# Renée Lévy
Pour les articles homonymes, voir Lévy.
Renée Lévy, née le 25 septembre 1906 à Auxerre et guillotinée le 31 août 1943 à Cologne, est une professeure et résistante française. Elle est inhumée dans le mémorial de la France combattante.

## Biographie

### Origines et jeunesse
Renée Léa Lévy, est la petite-fille d’Alfred Lévy, grand-rabbin de France de 1907 à 1919. Elle est née le 25 septembre 1906 à Auxerre, où ses parents, Léon Lévy et Berthe Lucie Lévy, sont professeurs de lettres et enseignent depuis plusieurs années. Léon Lévy est l'un des cofondateurs des premières Amicales des professeurs de l'enseignement secondaire.
En 1909, son père, âgé de 45 ans, est emporté par une courte maladie. Sa mère s’installe alors à Paris avec ses deux enfants, Renée et Germaine (Germaine Grun, née le 2 juillet 1899 à Auxerre, est avocate avant d'être déportée par le convoi n°48 en date du 13 février 1943 à Auschwitz, où elle trouve la mort en 1943). Normalienne, elle obtient une chaire d’enseignante au lycée Victor-Hugo à Paris, rue de Sévigné (3e arrondissement) en 1912.

### Études et carrière de professeure
De 1913 à 1924, Renée Lévy étudie là où enseigne sa mère, faisant ses classes élémentaires puis ses études de lettres classiques au lycée Victor-Hugo dans ce quartier du vieux Paris, avec le musée Carnavalet à droite et la bibliothèque Saint-Fargeau à gauche.
Renée Lévy, qui souhaitait devenir professeur d’anglais, passe les premiers certificats de la licence à la Sorbonne. Mais comme ces études l’obligent à faire des séjours en Angleterre et que sa sœur se marie, elle hésite à laisser seule sa mère. Elle réoriente ses études vers la préparation de l'agrégation de lettres, qu’elle obtient en 1932. D'abord nommée au lycée Fénelon de jeunes filles de Lille en 1936, puis au lycée Victor-Duruy à Paris, elle est nommée professeure au lycée Victor-Hugo en 1937 à Paris.
À Lille, elle découvre puis s'investit dans le mouvement féministe.

### La guerre
En 1939, après l’éclatement de la guerre, un lycée provisoire est créé à Cayeux-sur-Mer, dans le casino de la station balnéaire, pour les enfants des estivants afin qu’ils ne regagnent pas Paris menacé de bombardements. Des réfugiés y viennent même des départements voisins, de la région parisienne et de Belgique. En vacances à Cayeux, Renée Lévy y est affectée comme professeur de lettres. Avec l'exode, elle part en Bretagne puis revient à Paris.

### Le musée de l'Homme
Après la défaite, et en application de la loi du 4 octobre 1940 portant sur le statut des personnes de confession juive (Journal officiel du 18 octobre 1940) leur interdisant d'exercer dans la fonction publique, Renée Lévy doit quitter son poste d'enseignante au lycée Victor-Hugo. 
Elle rejoint début 1941 le groupe de résistance du musée de l'Homme, diffusant tracts et journaux, notamment la copie du discours de Churchill du 21 octobre 1940 (« Rassemblez vos forces pour l’aube, car l’aube viendra ») et le journal clandestin Résistance. Infiltré par un agent de l'Abwehr, le groupe du musée de l'Homme est désorganisé.

### Le réseau Hector
Renée Lévy passe alors au réseau Hector, qui collecte des renseignements militaires. À l'automne 1941, le réseau est démantelé par l'Abwehr. Elle participe aussi au groupe de Jane Sivadon. Trahie par un agent double, Renée Lévy est arrêtée par les Allemands le 10 décembre 1941. Un poste émetteur radio est trouvé à son domicile.

### Captivité
Incarcérée à la prison de la Santé de Paris, Renée Lévy est déportée, en vertu du décret « Nuit et brouillard ». Le 11 février 1942, elle est transférée en Allemagne, où l’instruction de son dossier est confiée à la Gestapo. Pendant 18 mois, elle est détenue au secret absolu dans les prisons d'Aix-la-Chapelle, Essen, puis Prüm. Les lettres qu’elle écrit à sa famille disparaissent avec la mort d’une camarade de détention. Le 30 avril 1943, elle est condamnée à mort par un tribunal spécial de Cologne et guillotinée, le 31 août suivant dans la cabane d'exécution de la cour de la prison de la ville. D'après ses codétenues, elle déclare avant de mourir : « Je suis Française et j'ai bien fait de servir mon pays. Je regrette seulement de n'avoir pas pu en faire davantage ».
Sa mère et sa sœur sont déportées à leur tour en 1943 mais seule la première revient vivante.

### Après-guerre
Le 29 octobre 1945, le nom de Renée Lévy est tiré au sort et sa dépouille est déplacée au mont Valérien, à Suresnes, dans la crypte provisoire de la forteresse, avec quinze autres noms, dont celui de Berty Albrecht. La cérémonie a lieu le 11 novembre 1945,. Les corps sont transférés en 1960 dans le plus monumental mémorial de la France combattante, devant la forteresse.

## Distinctions
- Chevalière de la Légion d'honneur en 1955[1].
- Croix de guerre 1939–1945, palme de bronze (Citée à l'ordre de la nation en 1946).
- Médaille de la Résistance française par décret du 10 janvier 1947[6].
- La mention « mort pour la France » est écrite sur son acte de décès en 1947.

## Hommages
- Un timbre-poste à son effigie est émis par La Poste française le 7 novembre 1983[7],[8].
- Une plaque commémorative lui rend hommage 6 rue de Normandie (3e arrondissement de Paris), où elle vécut, et une autre dans le hall du lycée Victor-Hugo, où elle fut élève et enseigna[1].